# أخلاقيات الحيوان
تعد أخلاقيات الحيوان إحدى فروع الأخلاق التي تنظر في العلاقة بين الإنسان والحيوان، والاعتبارات الأخلاقية في التعامل مع الحيوانات وكيف يجب معاملة الحيوانات التي لا تشبه الإنسان. يتناول الموضوع حقوق الحيوان، ورعاية الحيوان، وقانون الحفاظ على الحيوان، وحفظ الحياة البرية، ومعاناة الحيوانات البرية، ووضع الحيوانات التي لا تشبه البشر، ومفهوم التشخص غير الإنساني، ومركزية الإنسان، وتاريخ استغلال الحيوانات، ونظريات العدالة. طُرحت العديد من المناهج النظرية المختلفة للنظر في هذا المجال وفقًا للنظريات المختلفة التي يُدافع عنها حاليًا في الفلسفة الأخلاقية والسياسية. لا توجد نظرية مقبولة تمامًا بسبب الفهم المختلف لما يعنيه مصطلح الأخلاق، ومع ذلك، هناك نظريات يقبلها المجتمع على نطاق أوسع كحقوق الحيوان والنفعية.

## حقوق الحيوان
أُصدرت أول قوانين لحماية حقوق الحيوان بين عام 1635 وعام 1780. تعد أيرلندا أول الدول التي مررت تشريعات لحماية حقوق الحيوان من خلال «إصدار قانون ضد حرث الأغنام ونزع صوفها حية». ناشدت مستعمرة ماساتشوستس في عام 1641 هيئة الحريات التي تتضمن لائحة ضد أي «تعذيب أو قسوة» تجاه الحيوانات. منعت اليابان في عام 1687 أكل اللحوم وقتل الحيوانات. ناشد الفيلسوف جيريمي بنثام في كتاب مقدمة في مبادئ الأخلاق والتشريع أن قدرة الحيوان على المعاناة- وليس ذكائه- تعني أنه يجب منحه حقوقًا: «هل يستطيع الحيوان التفكير؟ هل يستطيع الكلام؟ لكن هل يشعر بالمعاناة؟ لماذا قد يرفض القانون حماية أي كائن لديه مشاعر يستطيع الشعور؟».
أُصدرت المزيد من القوانين بين عام 1822 وعام 1892 لحماية الحيوانات. مرر البرلمان البريطاني عام 1822 قانون المعاملة القاسية للماشية. تأسست أول جمعية لحقوق الحيوان، والتي سُميت جمعية منع القسوة على الحيوانات، في عام 1824 في إنجلترا على يد ريتشارد مارتن، وآرثر بروم، ولويس جومبيرتز، ويليام ويلبرفورس، والتي أصبحت لاحقًا الجمعية المكلية لمنع القسوة على الحيوانات. نشر جومبيرتز في نفس العام كتاب التحقيقات الأخلاقية حول وضع الإنسان والحيوان، وهو أحد أول الكتب التي دافعت عن ما أطلق عليه بعد أكثر من قرن بالخضرية أو النباتية. أصدرت بريطانيا عام 1835 أول قانون لمنع القسوة ضد الحيوان. تأسست الجمعية الأمريكية لمنع القسوة ضد الحيوانات عام 1866 على يد النيويوركي هنري بيرغ. أسست فرانسيس باور كوب جمعية لمكافحة التشريح الحيواني في بريطانيا. نشر المصلح الاجتماعي هنري ستيفينز سالت في عام 1892 كتاب حقوق الحيوان: النظر إلي علاقتها بالتقدم الاجتماعي.
صاغ ريتشارد رايدر في عام 1970 مصطلح التمييز بين الأنواع ليشير إلى التمييز ضد الحيوانات بناءً على النوع أو الفصيلة التي تنتمي إليها. روج لهذا المصطلح الفيلسوف والأخلاقي بيتر سنجر في كتابه تحرير الحيوان الصادر عام 1975. شهدت آواخر السبعينات بداية حركة حقوق الحيوان التي تبنت اعتقاد أنه يجب الاعتراف بالحيوانات بصفتها كائنات واعية ورفع أي أذى غير ضروري عنها. تأسست العديد من الجماعات التي تدافع عن حقوق الحيوان وتظهر دعمها للحيوانات بطرق مختلفة منذ القرن الثامن عشر. أخذت الجماعة الإنجليزية «جبهة تحرير الحيوان» القانون على عاتقها ونظمت اقتحام جامعة بنسلفانيا، في حين أن جماعة مثل  «بيتا» أي منظمة الأشخاص الذين يطالبون بمعاملة مماثلة للحيوانات التي تأسست في الولايات المتحدة، على الرغم من دعمها لنفس الأهداف، تهدف إلى تحقيق مكاسب تشريعية.

## تربية الحيوانات
بلغت نسبة التربية الكثيفة للحيوانات البرية 74% في عام 2023. بلغت نسبة التربية الكثيفة للحيوانات في الولايات المتحدة الأمريكية 99%. يعتقد 75% من سكان الولايات المتحدة البالغين رغم ذلك أن المنتجات الحيوانية التي يستهلكونها تنتج من حيوانات تُعامل بطريقة «آدمية».
تتصف التربية الكثيفة للحيوانات أو المزرعة الصناعية بالاحتجاز المكثف للحيوانات، وتتضمن كذلك مجموعة من المشكلات مثل:
- طرق الاحتجاز– إذ توضع العديد من الحيوانات كالدجاج البياض في أقفاص ذات مساحة محدودة للتحرك. توضع الخنازير الحوامل على نحو مماثل في صناديق الحمل الضيقة للغاية للدرجة أن الحيوان لا يستطيع الالتفات حتى وهو بداخلها.[17]
- العنف– إذ تميل الحيوانات في بيئات الاحتجاز الضيقة التي لا يوجد فيها تحفيز فكري إلى أن تصبح عنيفة وتنخرط كذلك أحيانًا في أكل لحوم البشر.[18]
- التشويهات– تهدف هذه الإجراءات غالبًا إلى تقليل العدوانية في تلك البيئات، وعادةً ما تُجرى بدون تخدير للحيوانات. تشمل الأمثلة تقليم مناقير الدجاج وقص أسنان وذيول الخنازير الصغيرة. تخضع الخنازير الصغيرة للإخصاء بشكل متكرر لتجنب الرائحة الكريهة التي قد تحدث أحيانًا في اللحوم. يُعد قص الذيل الروتيني ممارسة مؤلمة للخنازير ومحظورة في أوروبا، ولكن غالبًا ما يتم تجاهل ذلك الحظر في الممارسات العملية.
- الانتقاء الجيني– تُنتقى الحيوانات في المزارع الصناعية جينيًا من أجل زيادة الإنتاجية. يعاني الدجاج على سبيل المثال عادةً للوصول إلى وزنه غير الطبيعي ما قد يؤدي إلى مشاكل في القلب والرئة.[19][20]
- الأمراض– قد يؤدي نقص التنوع الجيني وكثرة الحيوانات في الحجز إلى انتشار الأمراض التي يمكن أن تنتقل بعضها للإنسان.
- الإمناء الاصطناعي– غالبًا ما تُلقح الحيوانات من خلال الإمناء الاصطناعي وهي عملية يقوم بها البشر.[21]
- الافتراق عن أمهاتهم في وقتٍ مبكر.
- التوتر.[22]

لا يُعطى اهتمام لقضية المزارع الصناعية على الرغم من كثرة عددهم. تُهمل تحديدًا الأنواع التي تبتعد أكثر عن صفات الإنسان كالسمك أو الحشرات. 
تُوصف أحيانًا التربية الكثيفة للحيوانات بأنها إحدى أسوأ الكوارث الأخلاقية في التاريخ. وفقًا لجاسي ريس أنثيس، تعاني بعض المزارع، التي توفر قدرًا كبيرًا من الرعاية للحيوانات، من مشكلات خطيرة متعلقة برعاية الحيوانات بسبب الانتقاء الجيني. زعم أن المزارع الحيوانية الأخلاقية حقًا ستكون باهظة الثمن بشكل لا يستطيع المستهلكون أن يتحملوه. تعارض الحركات مثل «أكلي اللحوم الواعيين» المزارع الصناعية لكن لا تعارض تربية الحيوانات في المطلق. يرى بيتر سنجر أنه حتى إذا كنت تتبع الخضرية توجد بعض الاستثناءات التي يُقبل أخلاقيًا أن تأكلها مثل المحار لانه لا يشعر بالمعاناة وزراعته مستدامة بيئيًا.
يعد إنتاج منتجات بديلة نباتية أو من اللحم المصنع من ضمن الحلول المقترحة لتقليل معاناة الحيوانات في المزارع الصناعية.